# Южноамериканская выпь
Южноамериканская выпь (лат. Botaurus pinnatus) — вид птиц из семейства цаплевых. Известно два подвида.

## Описание

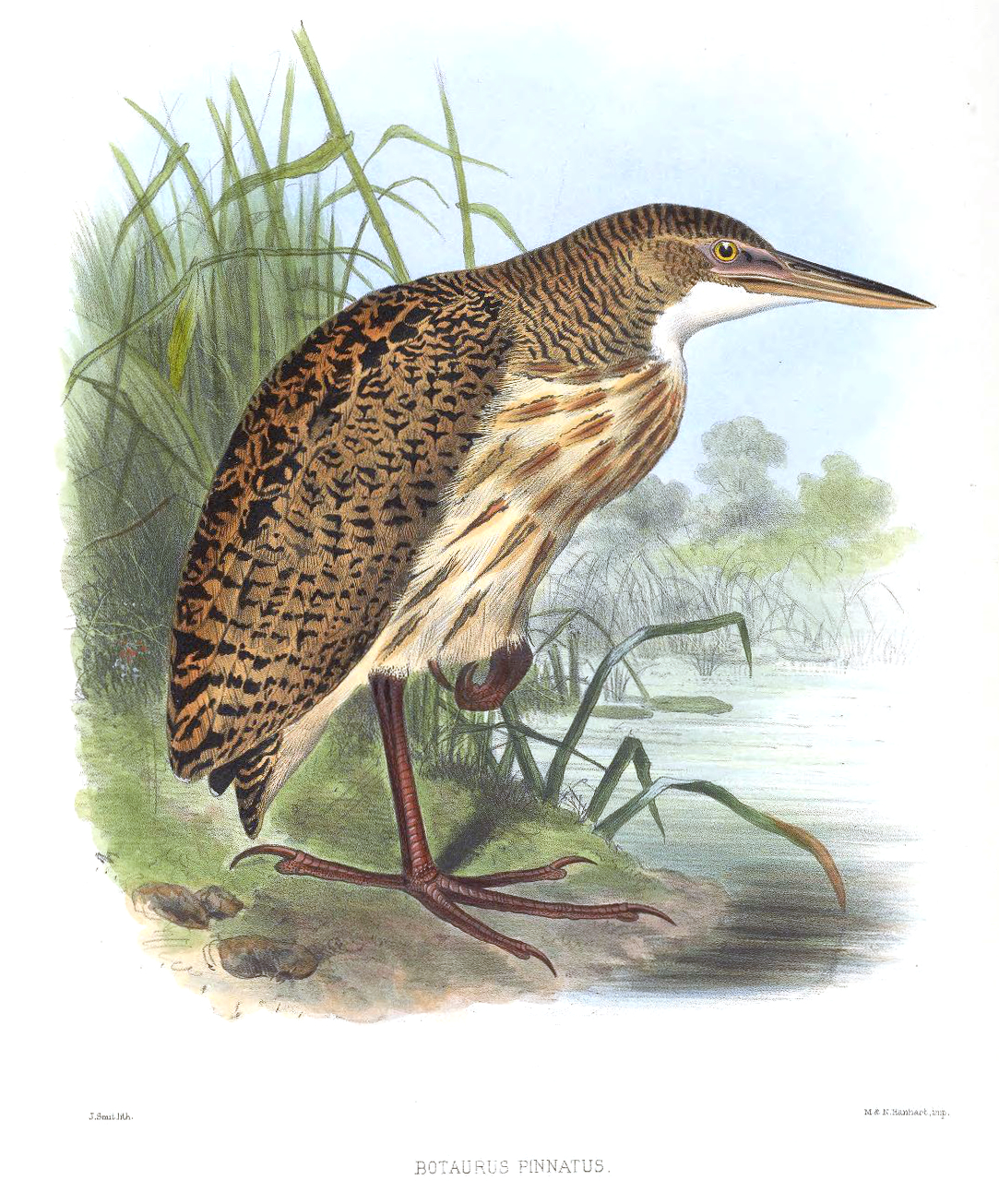

Длина 64-76 см. Вес от 554 до 1157 г. Самцы обычно существенно тяжелее самок. Оперение у представителей обоих полов в основном схожее, кроме хвостовых перьев, которые у самок коричневые вместо чёрных.

### Крик
Будучи потревожены, южноамериканские выпи издают крик rawk-rawk-rawk. В брачный период самцы издают глубокое пуунк или пуункуу.

## Классификация и распространение
Международный союз орнитологов выделяет два подвида:
- Botaurus pinnatus caribaeus Dickerman, 1961 — восток Мексики и Белиз
- Botaurus pinnatus pinnatus (Wagler, 1829) — Сальвадор и северо-восток Никарагуа до запада Коста-Рики; северо-запад Колумбии и запад Эквадора до Тринидада и Гайаны; север Бразилии до Парагвая; северо-восток Аргентины и Уругвай[3].